# Pfarrkirche St. Burkard (Beinwil)

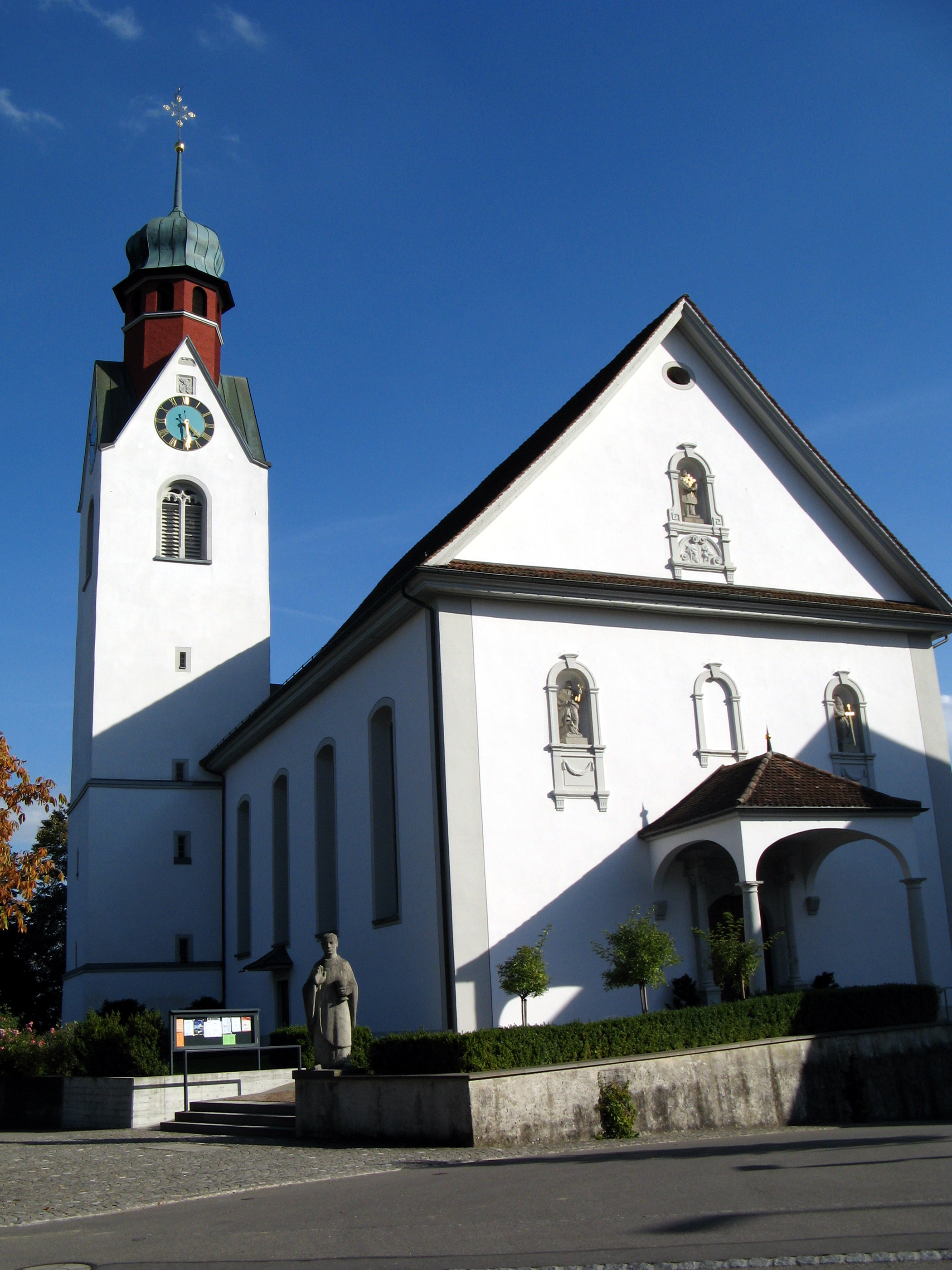
Vorderansicht

Die Pfarrkirche St. Burkard ist die römisch-katholische Pfarrkirche von Beinwil (Freiamt) im Kanton Aargau. Das Bauwerk entstand im frühen 17. Jahrhundert. Während Chor, Krypta und Hauptportal im Renaissance-Stil erbaut wurden, weist das Kirchenschiff klassizistische Merkmale auf. Die Kirche ist ein Kulturgut von nationaler Bedeutung und ist dem lokalen Heiligen Burkard von Beinwil geweiht, weshalb sie auch als Wallfahrtskirche eine gewisse Bedeutung besitzt.

## Geschichte

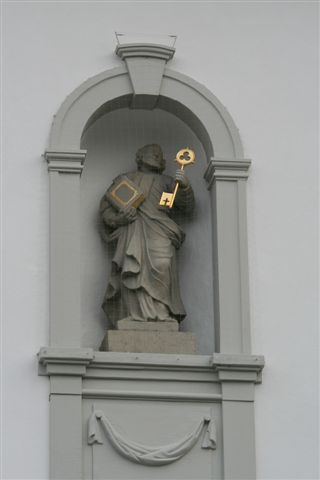
Figur des Apostels Petrus an der Vorderfassade

Der im Jahr 1192 verstorbene und 1817 heiliggesprochene Burkard von Beinwil wirkte in der zweiten Hälfte des 12. Jahrhunderts als Priester und soll in Beinwil zahlreiche Wunder vollbracht haben. Die erste urkundliche Erwähnung der Pfarrkirche, die zunächst den Heiligen Peter und Paul geweiht war, erfolgte im Jahr 1239. Damals trat Ritter Hartmann Visilere einen Acker an die Pfarrei ab, um mit dem Ertrag eine Lampe bei Burkards Grab zu unterhalten. Bei der Kirche handelte es sich zu jener Zeit wohl um ein einfaches Bauwerk aus Holz. Kollator der Pfarrei war ab 1239 das Kloster Kappel, ab 1415 die Stadt Zürich, ab 1586 die Familie Holdermeyer aus Luzern und schliesslich ab 1614 das Kloster Muri. Die Pfarrei umfasste sämtliche Weiler und Höfe der heutigen Gemeinde, mit Ausnahme von Wallenschwil, das bis 1856 zur Pfarrei Muri gehörte.
1567 brannte der Kirchturm aus und musste erneuert werden. 1618 ordnete Abt Johann Jodok Singisen den Neubau des Chors, des Kirchenschiffs, des Kirchturms und der Burkardskapelle an. Steinmetzmeister Victor Martin aus Beromünster führte die Arbeiten in den Jahren 1619/20 aus. Die Baukosten betrugen 2385 Gulden, für die Ausstattung wendete der Kollator weitere 941 Gulden auf. Am 21. April 1621 erfolgte die Kirchweihe. Da der Kirchturm bauliche Mängel aufwies, musste er bereits 1645 ersetzt werden. 1652 kam die Turmuhr hinzu. Fürstabt Gerold Haimb liess 1742 den Chor reparieren, zehn Jahre später stiftete Fürstabt Fridolin Kopp einen neuen Burkardsaltar. 1784 legte man Burkarts Gebeine in ein neues Grabmal.
Aufgrund seiner Baufälligkeit errichtete man das Kirchenschiff in den Jahren 1797/98 komplett neu. Hinzu kamen Kanzel, Beichtstühle und eine zweigeschossige Empore. Die unter der Leitung von Franz Joseph Rey stehenden Bauarbeiten kosteten 6500 Gulden. Am 14. August 1808 erfolgte eine erneute Einweihung zu Ehren des neuen Hauptpatrons Burkard. Eine umfangreiche Innenrenovation fand in den Jahren 1882 bis 1885 statt, ebenso 1913. 1976/77 wurde das Äussere erstmals restauriert. 1995/96 folgte die Renovation der Kirchenfenster, 2000/01 der Innenausstattung, 2007 eine Renovation der Fassade.

## Bauwerk

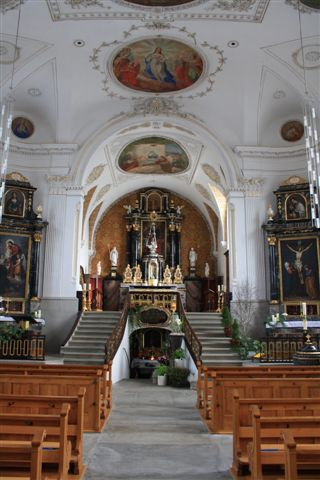
Ansicht des Innenraums

Das geostete Kirchengebäude steht im östlichen, unteren Teil des Dorfes Beinwil auf einer Terrasse. Auf dieser stehen auch der Friedhof, der Burkardsbrunnen (1757) und das Pfarrhaus (1969, ersetzte das ursprüngliche Gebäude aus dem Jahr 1671). Je ein eigenes Satteldach besitzen Kirchenschiff und Chor, die aus zwei verschiedenen Bauepochen stammen und deutlich voneinander abgesetzt sind. Das Schiff zählt vier Achsen mit Stichbogenfenstern. Ein dreibogiges Vorzeichen mit kleinem Satteldach und toskanischen Säulen schützt das Hauptportal, eine stark verkröpfte komposite Freisäulen-Ädikula ohne Giebel und mit voll ausgebildetem Gebälk. Ein Fries mit Blumenranken und Cherubim-Figuren sowie weitere geflügelte Engelsköpfe in den Bogenzwickeln zieren das Portal zusätzlich. Die Eingangsfassade weist im Dreieck angeordnete Nischen auf, in denen lebensgrosse Figuren von Petrus, Paulus und Burkard stehen (datiert 1771).
Gurtgesimse unterteilen den Schaft des Kirchturms, der nördlich an den Chor anschliesst. Der Turm besitzt Schalllöcher mit rundbogigen Masswerkfenstern. Die vier dreieckigen Uhrengiebel tragen eine achtkantige Laterne mit einer Zwiebelhaube an der Spitze. Im Turm hängen vier Glocken, die 1940 von H. Rüetschi in Aarau gegossen wurden. Sie ersetzten ältere Glocken aus den Jahren 1639 und 1679.

## Ausstattung

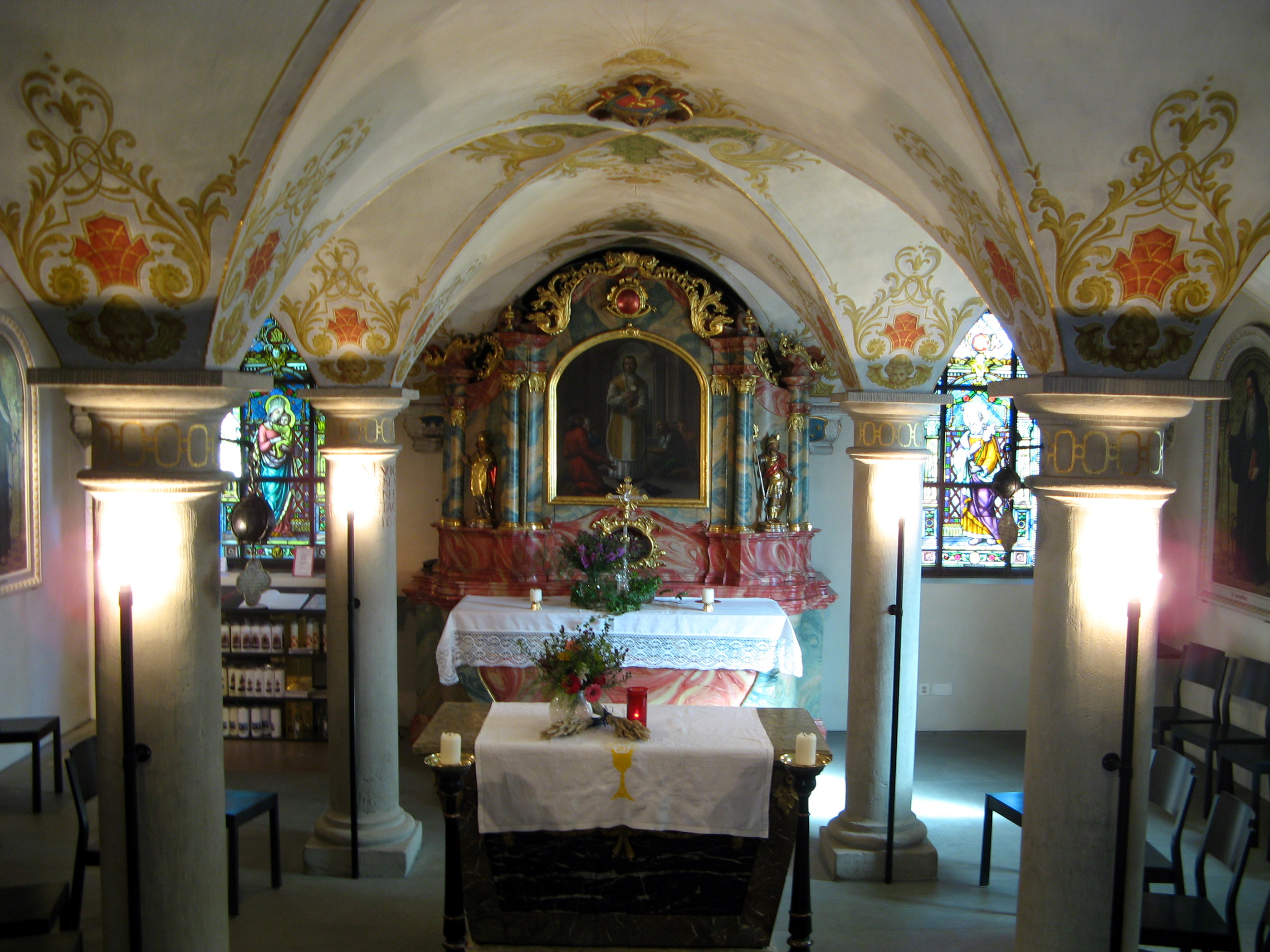
Ansicht der Krypta

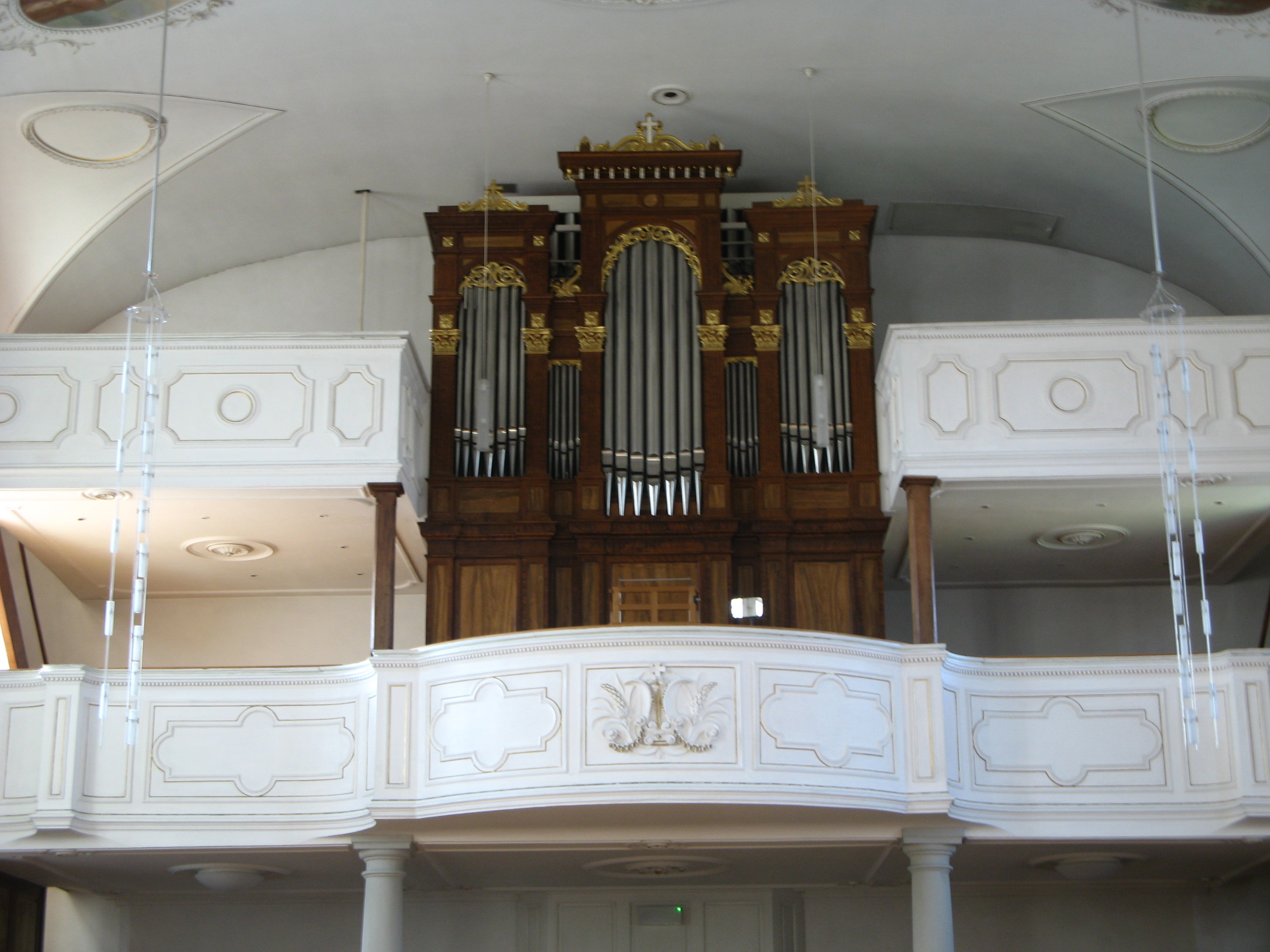
Empore mit Orgel

Korinthische Pilaster, die eine von Stichkappen angeschnittene Deckenmulde tragen, gliedern den Innenraum der Kirche. Die zweigeschossige Empore erhebt sich an der Westseite über dem Eingang. Über die Decke ziehen sich Stuckaturen in Form von Rosengirlanden. Zwei der drei Deckengemälde des Schiffs stammen von Joseph Anton Messmer. Das ovale Mittelbild, von einem rechteckigen Rahmen umgeben, zeigt den Heiligen Burkard in felsiger Landschaft. Im westlichen Bild ist die Schlüsselübergabe an Petrus dargestellt. 1913 malte Georg Troxler das östliche Bild vor dem Chorbogen, eine Darstellung von Mariä Himmelfahrt.
Von Hans Burkardt stammen die Altarbilder der beiden schräg gestellten Seitenaltäre aus dem Jahr 1893. Das Hauptblatt der Evangelienseite ist ein Rosenkranzbild, das Oberblatt zeigt die Heilige Cäcilia. Auf der Epistelseite sind auf dem Hauptblatt Maria, Maria Magdalena und Johannes abgebildet, auf dem Oberblatt der Heilige Antonius von Padua. Vom Turm aus erreicht man über einen Steg die Kanzel, der mit weiss gefassten Engelchen auf dem Sockelring und mit vergoldeten Reliefs verziert ist; auf dem Schalldeckel sind die Evangelistensymbole zu finden. Der 1836 geschaffene, kelchförmige Taufstein besteht aus schwarzem Stuckmarmor.
Die Treppe östlich des Schiffs ist dreiteilig: In der Mitte führen acht Stufen hinunter zur Krypta, an den Seiten zwölf Stufen hinauf zum Chor. Vier toskanischen Säulen mit breiten Volutenkonsolen stützen in der ebenerdig gelegenen Krypta ein Kreuzgewölbe. Drei Rundbogenfenster sorgen für die Beleuchtung, eine Tür an der Nordwand führt ins Untergeschoss des Kirchturms. Seit 1752 befindet sich an der Ostwand ein kleiner Altar mit ockerfarben marmoriertem Säulenretabel, umgeben von Statuetten der Heiligen Burkard und Mauritius. Das von Joseph-Marcellin Combette gemalte Altarbild stellt Burkard dar, umgeben von Kranken. In der Mitte der Krypta steht die marmorne Grabtumba des Heiligen Burkard, an der Westwand ein vierplätziges Chorgestühl aus Eichenholz.
Eine Halbkreistonne, in die spitzbogige Stichkappen schneiden, überwölbt den Chorraum, das Deckenbild stellt das heilige Abendmahl dar. Die Ansätze des Gewölbes ruhen auf Konsolen mit Eierstab. Die Retabel des Hochaltars besteht aus schwarzgrauem Stuckmarmor und besitzt die Form einer Ädikula mit doppelter Säule, die von lebensgrossen Figuren der Heiligen Benedikt und Bernhard flankiert wird. Auf dem Hauptblatt sind die Muttergottes und der Apostelfürst zu sehen, auf dem Oberblatt der Heilige Burkard. An der Nordseite führt ein Zugang ins Innere des Kirchturms, in dem sich auch die Sakristei befindet.

## Orgel

### Disposition seit 2001 (Rekonstruktion des Standes von 1924)
| I Hauptwerk C–f3 |       |   |
| Prinzipal        | 8′    |   |
| Bourdon          | 8′    |   |
| Salicional       | 8′    |   |
| Dulcian          | 8′    | x |
| Flauto dolce     | 8′    |   |
| Oktave           | 4′    |   |
| Flöte            | 4′    |   |
| Mixtur IV–V      | 2 ⁄3′ |   |

| II Schwellwerk (schwellbar) C–f3 |       |   |
| Bourdon                          | 16′   |   |
| Gemshorn                         | 8′    |   |
| Lieblich Gedackt                 | 8′    |   |
| Konzertflöte                     | 8′    |   |
| Gambe                            | 8′    |   |
| Aeoline                          | 8′    | x |
| Voix céleste (ab c0)             | 8′    | x |
| Spitzflöte                       | 4′    |   |
| Zartflöte                        | 4′    |   |
| Harmonia aetherea                | 2 ⁄3′ | x |
| Trompette harmonique             | 8′    |   |
| Tremulant                        |       |   |

| Pedal C–d1 |     |  |
| Subbass    | 16′ |  |
| Violon     | 16′ |  |
| Flötbass   | 8′  |  |

(Quelle:)
Anmerkungen
x = 2001 rekonstruiert

### Technische Daten
- 22 Register
- 2 Manuale + Pedal
- Hauptwerk und Pedal: Kegellade
- Schwellwerk: Taschenlade